# Cantonul Mortagne-sur-Sèvre
Cantonul Mortagne-sur-Sèvre este un canton din arondismentul La Roche-sur-Yon, departamentul Vendée, regiunea Pays de la Loire, Franța.

## Comune
- Chambretaud
- La Gaubretière
- Les Landes-Genusson
- Mallièvre
- Mortagne-sur-Sèvre (reședință)
- Saint-Aubin-des-Ormeaux
- Saint-Laurent-sur-Sèvre
- Saint-Malô-du-Bois
- Saint-Martin-des-Tilleuls
- Tiffauges
- Treize-Vents
- La Verrie